# 13176 Кобедайтенкен
13176 Кобедайтенкен (13176 Kobedaitenken) — астероїд головного поясу, відкритий 21 квітня 1996 року.
Тіссеранів параметр щодо Юпітера — 3,100.